# Planiranje obitelji
Planiranje obitelji (eng. family planning) definira se kao obrazovna, medicinska ili društvena aktivnost kojom pojedinac odlučuje o broju djece i razmaku između rođenja svakog djeteta, te načinu prokreacije. Planiranje obitelji može obuhvaćati odlučivanje o broju djece koje će osoba imati, kao i odluku da neće imati djecu, te životnu dob u kojoj će ih imati. Na ovo utječu razni vanjski čimbenici, kao što su bračno stanje, poslovna karijera, financijsko stanje, poteškoće s kojima se osoba može susresti i slično. Kod seksualno aktivnih osoba, planiranje obitelji može uključivati i korištenje kontracepcije i druge metode kontrole prokreacije. Drugi aspekti planiranja obitelji uključuju spolnu edukaciju, prevenciju i kontrolu spolno prenosivih bolesti, savjetovanje prije začeća i kontrola neplodnosti.
Planiranje obitelji obuhvaća različite aspekte - biološke, zdravstvene, demografske, sociološke, psihološke, ekonomske, etičke, političke, a s gledišta nositelja, pojavljuje se na tri razine: kao individualna praksa, kao pokret društvenih skupina i kao program za planiranje obitelji koji donosi država. 
U većini država priznaje se pravo svih parova, da slobodno i odgovorno odluče o broju i razmaku rađanja djece kao i pravo na informacije, obrazovanje i sredstva da to učine. Koncept planiranja obitelji zamijenio je suvremeniji koncept kontrole rađanja (eng. birth control), kna Drugoj svjetskoj konferenciji o stanovništvu, održanoj u Beogradu 1965. godine.

## Stav religija
Katolička Crkva protivi se uporabi kontracepcije, pobačaju i umjetnoj oplodnji kao sredstvima planiranja obitelji.